# Bazuel
Bazuel és un municipi francès, situat a la regió dels Alts de França, al departament del Nord. L'any 2006 tenia 602 habitants. Limita al nord amb Pommereuil, al nord-est amb Ors, al sud-est amb Catillon-sur-Sambre, al sud amb Mazinghien, i a l'oest amb Le Cateau-Cambrésis.

## Demografia
| 1962                                       | 1968 | 1975 | 1982 | 1990 | 1999 | 2006 |
| ------------------------------------------ | ---- | ---- | ---- | ---- | ---- | ---- |
| 788                                        | 801  | 795  | 726  | 674  | 571  | 602  |
| Des de 1962: població sense dobles comptes |      |      |      |      |      |      |

## Administració
| Període   | Identitat          | Partit |
| --------- | ------------------ | ------ |
| 2001-2008 | Henri Bara         |        |
| 2008-     | Jean-Félix Macarez |        |